# Shining Soul II
Shining Soul II (シャイニング・ソウル II?, Shainingu Souru Tsu) è un videogioco di ruolo d'azione per Game Boy Advance. Il videogioco è stato sviluppato dalla Nextech e Grasshopper Manufacture e pubblicato dalla SEGA nel 2003 in Giappone, dalla THQ in 2004 in Europe e dalla Atlus nel 2004 in America, ed è il sequel di Shining Soul e fa parte della serie di videogiochi Shining.

## Modalità di gioco
''Shining Soul II è un videogioco di genere hack 'n slash che condivide alcune similitudini nel gameplay con titoli come Diablo e Baldur's Gate: Dark Alliance. Nel gioco è possibile controllare otto differenti personaggi e muoversi all'interno di dieci labirinti legati alla storia del gioco, più altri otto nascosti.